# Gottfried av Hohenlohe-Schillingsfürst
Gottfried av Hohenlohe-Schillingsfürst, född 8 november 1867, död 7 november 1932, var en tysk furste, samt österrikisk militär och diplomat. Han var bror till Konrad av Hohenlohe-Schillingsfürst.
Hohenlohe-Schillingsfürst var general och österrikisk-ungersk ambassadör i Berlin 1914-18. Han utgav 1920 sina Erinnerungen som behandlade tiden som ambassadör under första världskriget.